# La Brea-teerputten

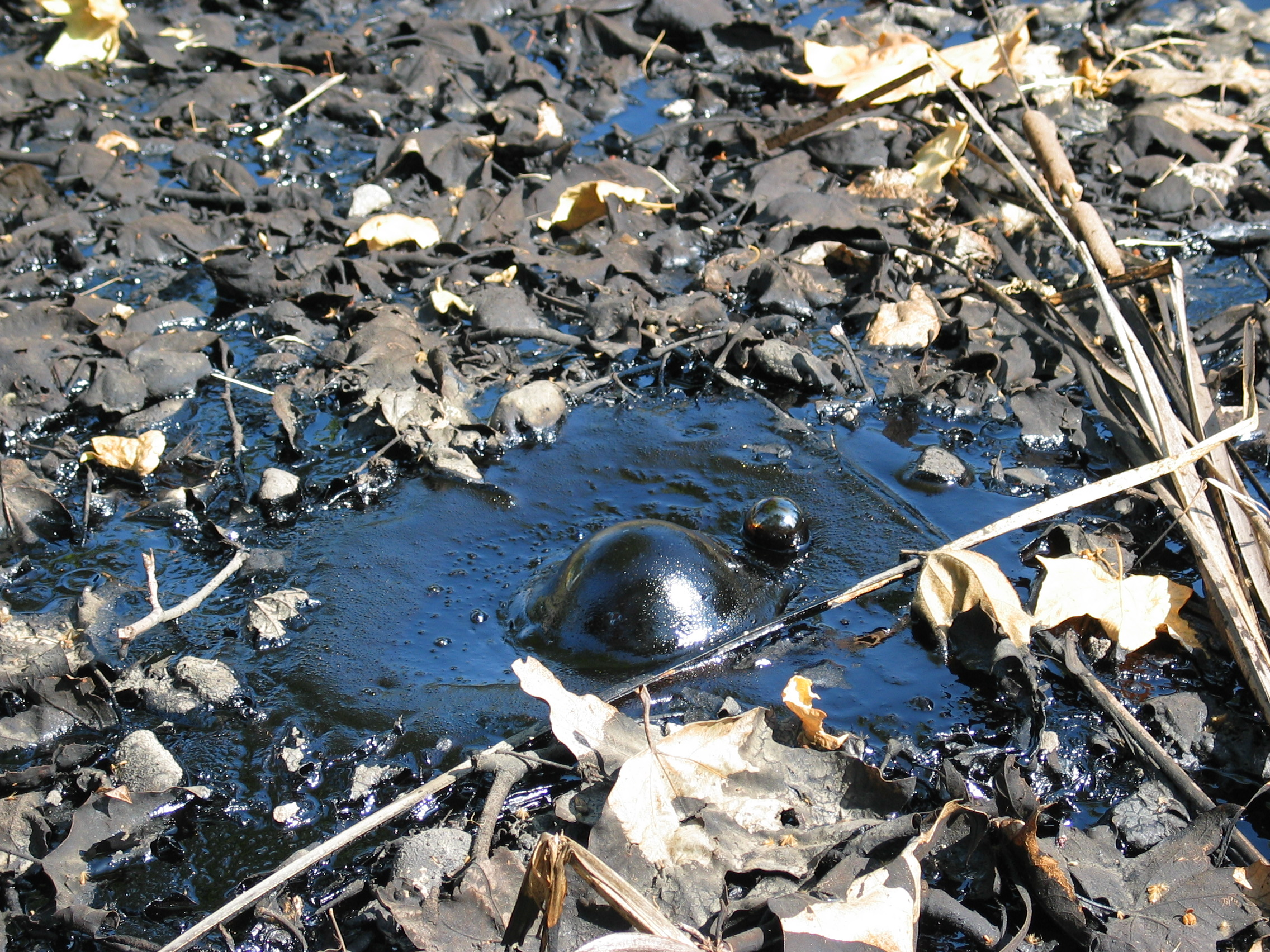
Teer in La Brea

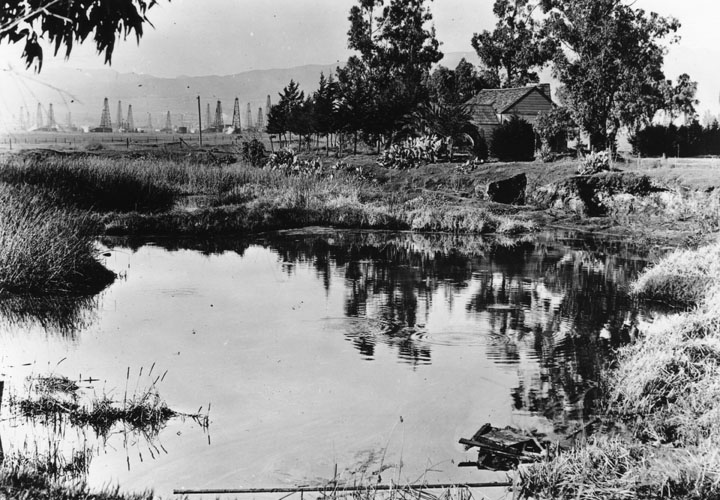
De La Brea-teerputten in 1910

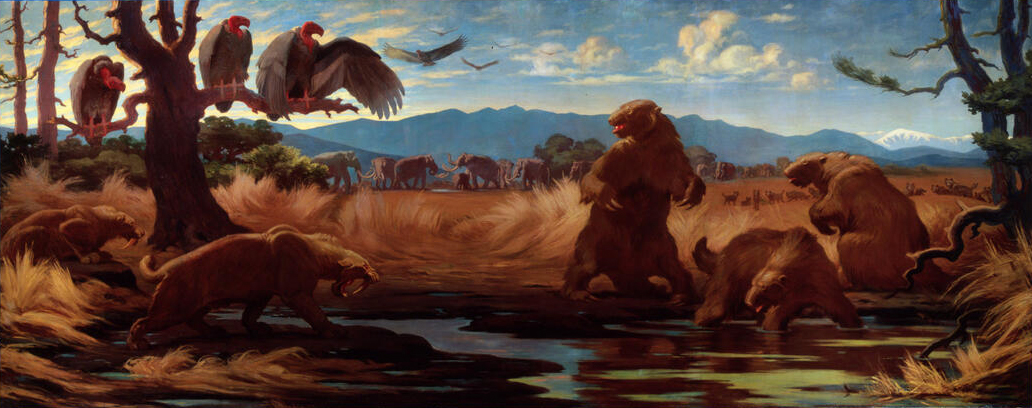
Weergave van de fauna van La Brea in het Pleistoceen door Charles Knight

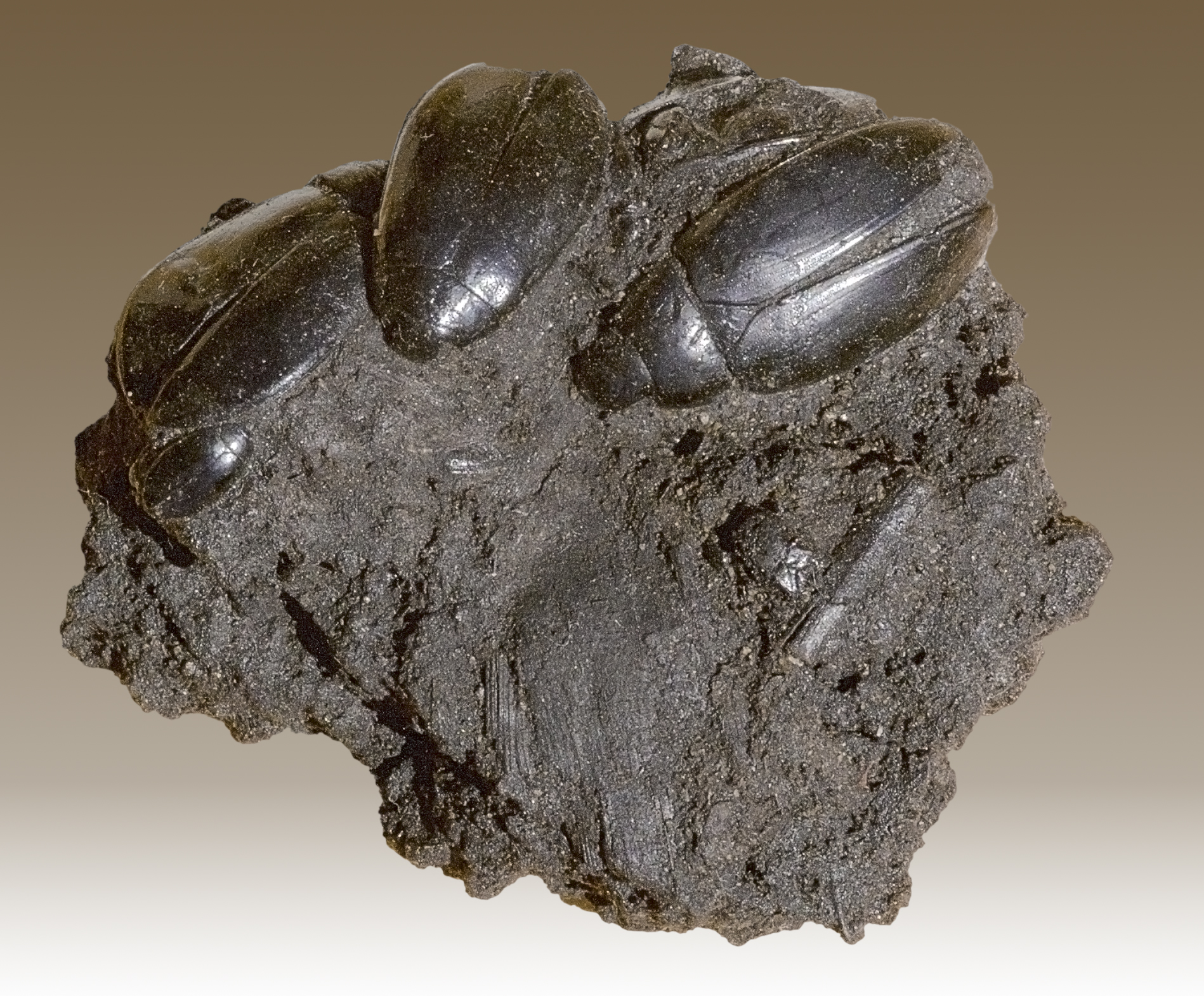
Waterkevers gevonden in de La Brea-teerputten

De La Brea-teerputten is een gebied in de Amerikaanse stad Los Angeles waar vanuit de ondergrond asfalt naar de oppervlakte sijpelt.
Vanwege het verraderlijke karakter van de ondergrond is het gebied eromheen tot park benoemd.
In de teerputten zijn grote hoeveelheden fossielen gevonden. De zoogdieren vormen hiervan het spectaculairste onderdeel, maar daarnaast vindt men er veel insecten en planten uit de IJstijd, toen het gebied een veel kouder en natter klimaat had.
De vondsten worden gepresenteerd in het Page Museum, onderdeel van het Natural History Museum of Los Angeles County.
La brea is Spaans voor het teer. Door de oorspronkelijke immigranten werd de inhoud van de teerputten gebruikt als bron voor laagwaardige brandstof en hulpmiddel voor dakbedekking. De daarbij gevonden botten werden aangezien voor resten van vee of ter plaatse voorkomende hertachtigen die per ongeluk verstrikt waren geraakt.
Onder andere de volgende uitgestorven diersoorten zijn er gevonden: mammoet, reuzenwolf, kortsnuitbeer, grondluiaard, holenleeuw en de sabeltandtijger, die als staatsfossiel is geadopteerd door de staat Californië.
Er is slechts één mens gevonden, het gedeeltelijke skelet van La Brea-vrouw (circa 10.000 jaar oud, leeftijd 17-25 jaar, lengte 1,50 m). Oudere fossielen tonen mogelijk inkepingen van gereedschap (ca. 15.200 jaar oud) en wijzen dus op menselijke aanwezigheid. 
Radiometrische datering heeft uitgewezen dat de oudste bot- en houtresten ongeveer 38.000 jaar oud zijn. Tot op de dag van vandaag raken er nog steeds organismen verstrikt in de kleverige substantie.
Rancho La Brea is de bekendste, maar er zijn nog twee andere asfaltputten in zuidelijk Californië: één in Carpinteria, Santa Barbara County, en één in McKittrick in Kern County.